# 金魚日本一大会
金魚日本一大会（きんぎょにほんいちたいかい、英名：All Japan Gold Fish Championship Contest)は、愛知県弥富市の海南こどもの国で毎年第4日曜日に開催されている、金魚の品評会。弥富市は日本屈指の金魚産地（弥富金魚）として知られており、弥富金魚漁業協同組合が品評会を主催している。例年、国内最高レベルの金魚が全国から集結する。2016年の第23回大会の出品数は719匹。

## 審査
審査委員長1名と審査員12名以下がグループに分かれて審査する。審査規定は、「金魚各品種の特徴を生かし、総合的に均整がとれ、太くたくましく優雅さを持ち、軽やかな動作をし、容姿が優れ健康で上品な魚を上とする」（金魚日本一大会実施要項による）。
まず部門ごとに上位5位を審査員の話し合いによって決め、その中で審査員による投票が行われ、順位が決定する。部門優勝した金魚は前方のひな壇へと運ばれ、特別賞が20点選出される。出品数が多かったりレベルが高い部門は2位以下でも敢闘賞や努力賞が授与される。総合優勝した個体には、「日本一大賞」が与えられる。

## 部門
出品部門の一覧は以下。それぞれに「当歳の部」・「親魚の部」がある。
1. 琉金
2. 出目金
3. キャリコ
4. 和金
5. 朱文金
6. コメット
7. ランチュウ
8. オランダ
9. 東錦
10. 土佐金
11. 地金・六鱗
12. 頂天眼
13. 江戸錦
14. 浜錦
15. 丹頂
16. 花房
17. 水泡眼
18. パール
19. 茶金
20. 青文魚
21. ナンキン
22. 桜錦
23. 蝶尾
24. その他A和金型
25. その他B琉金型
26. その他Cオランダ型
27. その他Dランチュウ型
28. その他ABCD以外

以上28×2の56部門で審査される。